# Scenes from an Italian Restaurant
Scenes from an Italian Restaurant (deutsch Szenen aus einem italienischen Restaurant) ist ein Rock-Song des US-amerikanischen Musikers Billy Joel, der erstmals auf dessen 1977 veröffentlichten Album The Stranger erschienen ist.

## Entstehungsgeschichte
Obwohl Scenes from an Italian Restaurant niemals als Single veröffentlicht wurde, gehört es heute zu Joels bekanntesten Stücken. In einem Interview gab Joel an, dass einer der Haupteinflüsse bei der Entstehung die zweite Seite des Beatles-Albums Abbey Road gewesen sei. Am 6. Mai 1977, rund vier Monate vor der Veröffentlichung auf The Stranger, stellte Joel das Lied auf dem Long Island University C. W. Post Campus in Brookville, New York vor. Nach eigenen Angaben widmete er das Lied dem Restaurant Christiano's in Syosset. Mit 7 Minuten und 37 Sekunden ist der Song der längste von Joels Studioaufnahmen.
Nach jahrelangen Spekulationen, welches Restaurant genau als Inspiration für das Lied gedient habe, erklärte Joel in einem Interview, dass Scenes from an Italian Restaurant von einem Restaurant mit dem Namen Fontana di Trevi gegenüber der Carnegie Hall in Manhattan handele. Während einer Konzertreihe im Juni 1977 habe er das Lokal des Öfteren besucht. Obwohl mehrere Plätze als Vorlage gedient hätten, sei hauptsächlich das Fontana di Trevi beim Schreiben in seinem Kopf gewesen.

## Inhalt
Der Song setzt sich aus drei verschiedenen Stücken zusammen, welche zusammengesetzt wurden. Er startet mit einer melodischen Klavier-Ballade, gefolgt von einem schnelleren, jazzlastigen Mittelteil mit einem Klarinetten- und Saxophon-Solo, welcher schließlich in ein Rock-’n’-Roll-Stück übergeht, das von Joel als The Ballad of Brenda and Eddie bezeichnet wurde und nach dessen Angaben im Gegenteil zu den anderen Passagen bereits lange vor The Stranger existierte.

### Restaurant-Szene
Der erste Teil des Lieds handelt von einem früheren Paar, das sich in dem Restaurant trifft, welches sie bereits früher besucht haben (I'll meet you any time you want // In our Italian Restaurant; dt. Wann immer du willst, treffe ich dich in unserem italienischen Restaurant) und sich nun über die Auswahl der Getränke unterhalten. Als Inspiration zur Zeile A bottle of white, a bottle of red, // Perhaps a bottle of rosé instead? (dt. Eine Flasche Weißen, eine Flasche Roten, vielleicht stattdessen eine Flasche Rosé?) soll Joel nach eigenen Angaben die gleich lautende Frage eines Kellners in einem Restaurant gedient haben.
Als Reprise wird das Anfangsthema im italienischen Restaurant am Ende des Stückes noch einmal aufgenommen, wodurch dieses nach den schnelleren Mittelteil einen sehr ruhigen Abschluss erhält und die Binnenerzählung abgeschlossen wird.

### Jazz-Teil
Im zweiten Teil berichtet der Erzähler von seinem heutigen Leben (Things are okay with me these days // I got a good job, I got a good office // I got a new wife, got a new life // And the family is fine; dt. Mit mir ist alles okay dieser Tage // Ich habe einen tollen  Job, ein tolles Büro // Ich habe eine neue Frau, ein neues Leben // und der Familie geht's gut.), blickt aber auch auf die gemeinsame Teenagerzeit mit seiner Gegenüber zurück (I remember those days hanging out // At the village green [...] My sweet romantic teenage nights; dt. Ich erinnere mich an die Tage, an denen wir im Village Green rumgehangen sind [...] Meine süßen, romantischen Teenager-Nächte). Die Village Greens, von Bäumen umrandete Grünflächen, sind dabei in den meisten Städten von Joels Heimat Long Island zu finden.

### The Ballad of Brenda and Eddie
Der dritte Teil des Stückes, von Joel selbst als The Ballad of Brenda and Eddie bezeichnet, handelt von Brenda und Eddie, König und Königin des Abschlussballs (eng. Prom), die für alle die Helden und Vorbilder der High School sind. Später heiraten die beiden, meistern die ein oder andere Lebenskrise, scheitern letztlich aber an sich und den eigenen Träumen und lassen sich scheiden. Die Zeilen That's all I heard about Brenda and Eddie // Can't tell you more than I told you already (dt. Das ist alles, was ich von Brenda und Eddie gehört habe // Ich kann dir nicht mehr erzählen, als ich dir schon erzählt habe) gegen Ende des dritten Parts lassen darauf schließen, dass der Erzähler seiner Gegenüber lediglich von den Vorbildern aus der Jugend berichtet und es sich bei dem ehemaligen Paar im italienischen Restaurant nicht selbst um Brenda und Eddie handelt.
Joel selbst gab an, mit dem Lied zeigen zu wollen, dass das Leben auch scheitern kann, wenn man bereits zur Schulzeit der umjubelte Star sei:

„I was trying to tell the story of the king and the queen of the prom. These are our heroes. But they're typically people who peak too early. If you're too popular in high school you're probably going to go downhill from there. That's was the story I was trying to tell: Watch out for what you wish for 'cause you might get it, and this is what might happen.“

„Ich wollte die Geschichte vom König und der Königin des Abschlussballs erzählen. Die waren unsere Helden. Aber sie waren die typischen Menschen, die ihren Lebenshöhepunkt zu früh erreichen. Wenn du an der High School schon zu populär bist, kann es von da an wahrscheinlich nur noch abwärts gehen. Das war die Story, die ich erzählen wollte: Pass auf, was du dir wünschst, vielleicht bekommst du es und das ist das, was dabei raus kommt.“

In der Broadway-Produktion Movin' Out wurden der Liedtext geringfügig verändert, sodass die Geschichte von Brenda und Eddie im Jahr 1965, statt wie im Original 1975 stattfindet, um Scenes from an Italian Restaurant in die Gesamtgeschichte des Musicals einbauen zu können.

## Auszeichnungen für Musikverkäufe
| Land/Region               | Auszeichnungen für Musikverkäufe (Land/Region, Auszeichnung, Verkäufe) | Verkäufe  |
| ------------------------- | ---------------------------------------------------------------------- | --------- |
| Vereinigte Staaten (RIAA) | Platin                                                                 | 1.000.000 |
| Insgesamt                 | 1× Platin ·                                                            | 1.000.000 |

Hauptartikel: Billy Joel/Auszeichnungen für Musikverkäufe